# Bariamyrma hispidula
Bariamyrma hispidula (лат.) — вид муравьёв, единственный в составе рода Bariamyrma из подсемейства мирмицины (Myrmicinae, Solenopsidini).

## Распространение
Неотропика (Венесуэла, Коста-Рика, Парагвай).

## Описание
Мелкие земляные муравьи коричневого цвета, длина самок около 5 мм (самцы и рабочие не обнаружены). Усики самок 12-члениковые, с нечеткой 3-сегментной булавой; каждый сегмент жгутика резко сужен и отделён один от другого. Жвалы самок треугольные, с 9 зубчиками. Нижнечелюстные щупики 3-члениковые, нижнегубные щупики состоят из 2 сегментов. Лобные кили развиты. Голени средних и задних ног с одной простой апикальной шпорой. Кутикула головы и груди сильно скульптирована. Заднегрудка с двумя проподеальными шипиками. Стебелёк между грудкой и брюшком состоит из двух сегментов (петиоль и постпетиоль). Всё тело покрыто многочисленными отстоящими щетинками. Жало развито.

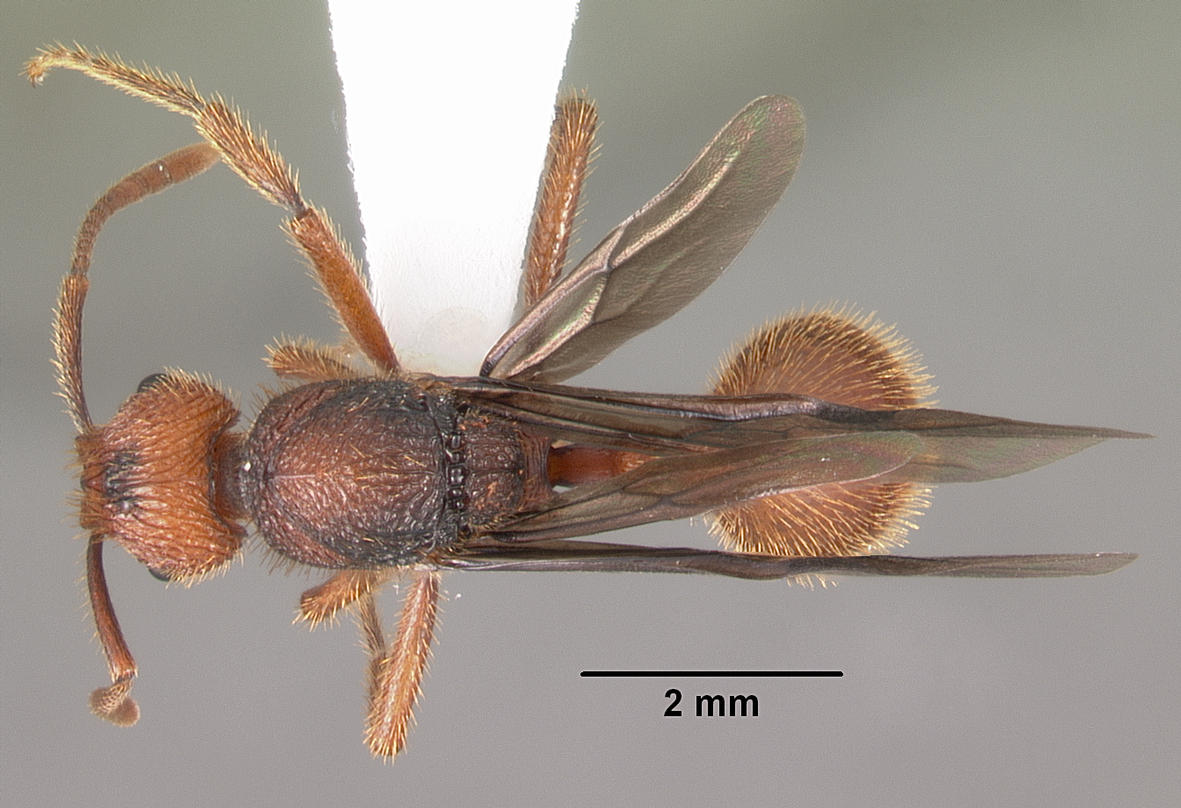
Самка сверху
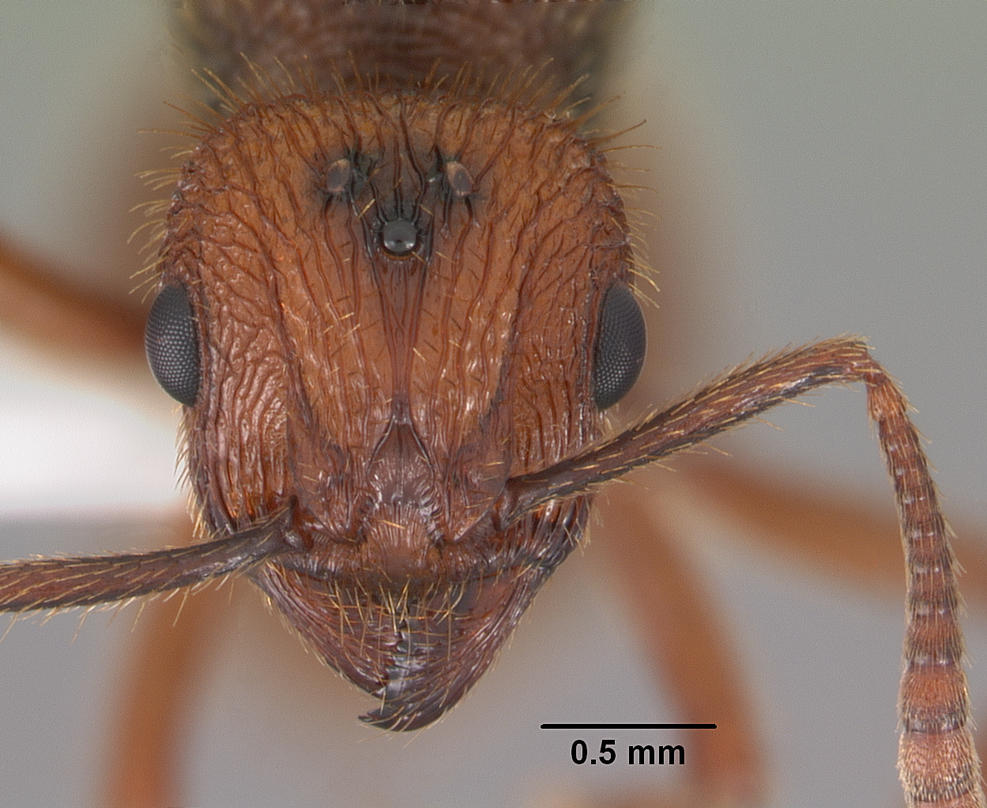
Голова самки

## Систематика и этимология
Вид был впервые описан в 1990 году мирмекологом Джоном Латтке по материалам из Венесуэлы и выделен в монотипический род Bariamyrma. Систематическое положение остаётся неясным, род включали сначала в трибы Leptothoracini, Stenammini, а с 2015 года их включают в состав трибы Solenopsidini, где сближают с родами Dolopomyrmex и Rogeria.
Родовое название Bariamyrma происходит от названия реки Baria, рядом с которой располагался базовый лагерем экспедиции Cerro Neblina. Название вида B. hispidula происходит от латинского слова, обозначающего щетинки.